# Miklós Rosta (Handballspieler, 1999)
Miklós Rosta (* 14. Februar 1999 in Győr) ist ein ungarischer Handballspieler. Der 2,03 m große Kreisläufer spielt seit 2023 für den rumänischen Erstligisten Dinamo Bukarest und steht zudem im Aufgebot der ungarischen Nationalmannschaft. Sein Vater Miklós und sein Onkel István waren ebenfalls Handballnationalspieler.

## Karriere

### Verein
Miklós Rosta spielte in der Jugend für den ungarischen Verein SZESE Győr. Ab 2015 stand er im Kader des ungarischen Erstligisten Grundfos Tatabánya KC, mit dem er von 2016 bis 2019 viermal in Folge den dritten Platz in der K&H Férfi Kézilabda Liga erreichte. International nahm er mit Tatabánya in jeder Saison am EHF-Pokal teil. Dort stand er mit 16 Jahren am 29. November 2015 im Heimspiel gegen Ystads IF HF erstmals im Aufgebot. Ab der Saison 2019/20 stand der Kreisläufer beim Spitzenklub Pick Szeged unter Vertrag. Mit Szeged gewann er 2021 und 2022 die ungarische Meisterschaft. 2022 warf er im Rückspiel der Finalrunde bei Telekom Veszprém in der letzten Sekunde das entscheidende Tor zum Titelgewinn. Im Sommer 2023 wechselte er zum rumänischen Erstligisten Dinamo Bukarest, mit dem er 2024 die rumänische Meisterschaft sowie den rumänischen Pokal gewann.

### Nationalmannschaft
Mit der ungarischen Nationalmannschaft nahm Rosta an den Europameisterschaften 2020 (9. Platz) und 2022 (15. Platz) sowie an der Weltmeisterschaft 2021 (5. Platz) teil. Bei der Weltmeisterschaft 2025 warf er vier Tore in sieben Spielen und belegte mit dem Team den 8. Platz.
Bisher bestritt er 75 Länderspiele, in denen er 190 Tore erzielte.